# Alida Tartaud-Klein
Alida Johanna Maria Tartaud-Klein (Amsterdam, 29 april 1873 - Den Haag, 18 februari 1938) was een Nederlandse toneelactrice en voordrachtskunstenares. Zij heeft ruim veertig jaar lang toneel gespeeld, voor het overgrote deel bij toneelgezelschappen te Rotterdam.
Meestal speelde Tartaud-Klein tragische rollen. Ze had succes met haar vertolkingen van Ibsen en behoorde tot de beste Europese Ibsenspelers. Bovendien had haar opvatting altijd iets zeer persoonlijks en onnavolgbaars. Ze heeft ook jongemeisjesrollen gespeeld, speciaal de rol van ernstige jonge meisjes. Blijspelrollen heeft ze slechts een enkele maal vervuld, daarin heeft ze nooit geëxcelleerd.
Naast haar toneelvoorstellingen heeft Tartaud-Klein haar leven lang voordrachtavonden gegeven. Ze was ook lange jaren lerares voordrachtkunst aan de Rotterdamse muziekschool en gaf veel particuliere lessen.

## Levensloop
Alida Klein werd op negenjarige leeftijd tot de toneelschool toegelaten. Tijdens haar schooltijd viel zij op, zowel bij het acteren als bij het voordragen. Zij deed op haar zeventiende met goed gevolg eindexamen en speelde daarbij koningin Louise in het eerste en Hanna in het vierde bedrijf van Multatuli's Vorstenschool, de tuinscène uit Maria Stuart van Schiller in het Duits, scènes uit Macbeth van Shakespeare in het Engels, Zanetto in Le Passant van François Coppée en een scène uit Phèdre van Jean Racine, de laatste twee in het Frans.
In september 1890, kort na het behalen van het einddiploma, sloot Klein een contract met Le Gras en Haspels, directeuren van de Vereenigde Rotterdamsche Tooneelisten. Enkele maanden later kon ze invallen voor Catherina Beersmans die de hoofdrol zou vertolken in Vorstenschool en ziek werd. Klein kreeg vijf dagen om haar rol te leren en haar eerste optreden, in 's-Hertogenbosch, werd een succes. Ze speelde deze rol aansluitend ook in Breda, Middelburg, Zutphen en nog in enkele andere plaatsen. Haar succes in Vorstenschool bezorgde haar een aanbieding van de Koninklijke Vereeniging Het Nederlandsch Tooneel, maar de jonge actrice wees het aanbod af.
Toen de Vereenigde Rotterdamsche Tooneelisten in augustus 1900 werden omgezet in het Rotterdamsch Tooneel bleef zij bij dit gezelschap. Zij was inmiddels gehuwd met een collega en droeg voortaan de naam Tartaud-Klein. Ook na de fusie in 1923 met een Haags gezelschap tot het Vereenigd Rotterdamsch-Hofstad Tooneel onder Cor van der Lugt Melsert bleef zij Rotterdam trouw.
In 1926 verlieten Tartaud-Klein en haar man het Rotterdamsch-Hofstad Tooneel om het Nieuw Rotterdamsch Tooneel op te richten. Het nieuwe gezelschap presenteerde zich met De Koekoek van Jan Fabricius, waarbij Tartaud-Klein de regie voerde en de rol van Aalke Aikes speelde. Dat eigen gezelschap heeft slechts enkele jaren bestaan. Bij de afscheidsvoorstelling in mei 1928 vertolkte zij de titelrol in Hedda Gabler van Ibsen, een rol die goed bij haar temperament paste. Daarna speelde Tartaud-Klein vier jaar gastrollen en viel ze in voor zieke actrices.
In 1933 sloot ze zich aan bij het Groot Nederlandsch Tooneel, maar deze verbintenis duurde niet lang. Tijdens een herdenking van Heijermans in 1934 werd zij, enigszins verlaat, gehuldigd vanwege haar veertigjarig toneeljubileum. Bij die gelegenheid speelde zij de rol van huishoudster Marianne in Heijermans' Schakels, in een opvoering van het Hollandsch Tooneel.
Alida Tartaud-Klein leidde haar laatste jaren een teruggetrokken leven al gaf ze nog weleens een declamatie-avond, regisseerde ze bij dilettantenclubs of gaf ze lessen. Haar gezondheid werd snel slechter en ze overleed op 18 februari 1938 in het Haagse diaconessenhuis Bronovo, waarheen ze enkele dagen daarvoor uit het ziekenhuis te Rotterdam was overgebracht.

## Privé
Alida Klein trouwde op 2 november 1899 te Rotterdam met acteur en toneelleider Frits Tartaud. Het echtpaar kreeg een dochter en een zoon, die geen van beiden een toneelloopbaan hebben gekozen.

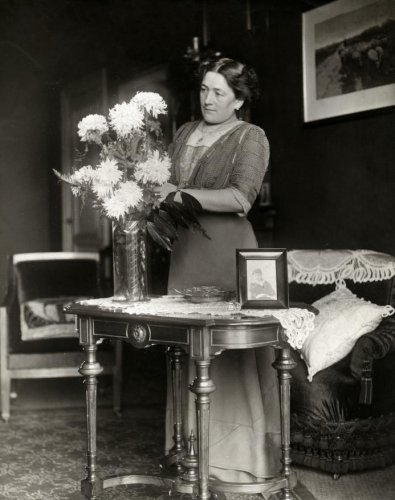
Alida Tartaud-Klein viert in 1915 haar 25-jarig toneeljubileum met de rol van koningin Louise in het toneelstuk Vorstenschool van Multatuli.
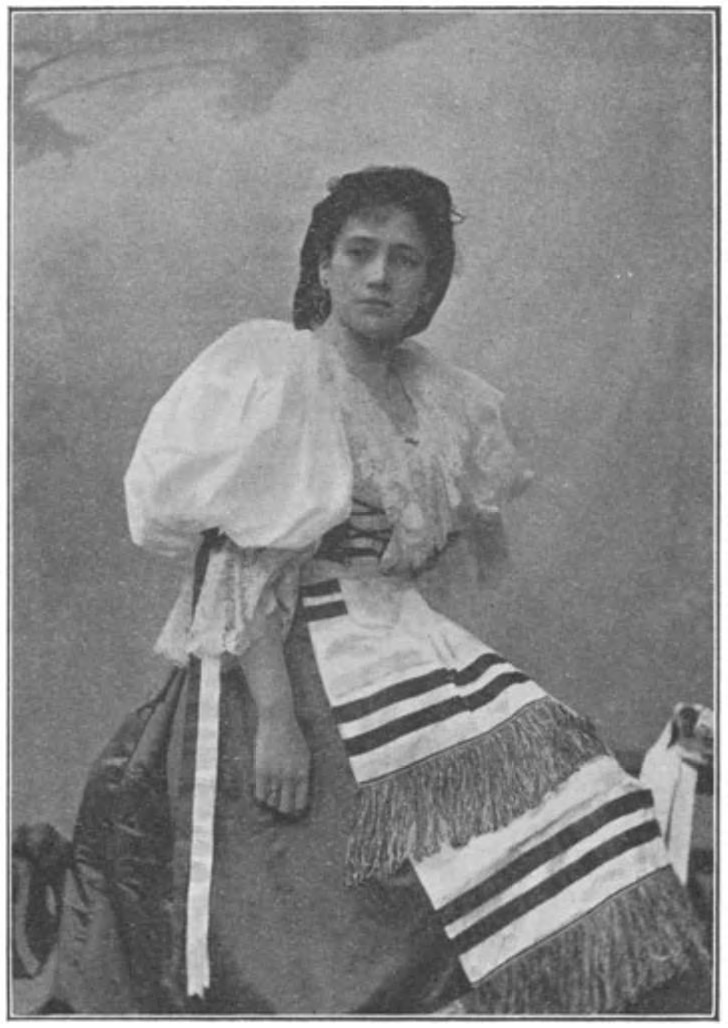
Alida Klein in tarentella-costuum, ca. 1899
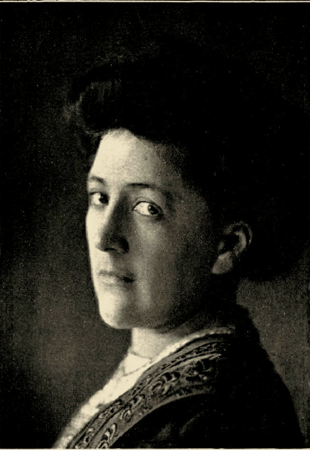
Alida Klein op een foto door Helene Goude

- Biografisch Portaal: 01815293
- Digitale Bibliotheek voor de Nederlandse Letteren: tart001
- International Standard Name Identifier: 0000 0003 9551 6191
- Nederlandse Thesaurus van Auteursnamen: 071756590
- Virtual International Authority File: 290265015
- WorldCat: E39PBJh4vCcWXx7Pr6Cv7Vrpfq